# Winkler (cràter)
Winkler és un petit cràter d'impacte situat a la cara oculta de la Lluna. Es localitza al voltant d'un diàmetre de distància a sud-sud-est de Dunér.

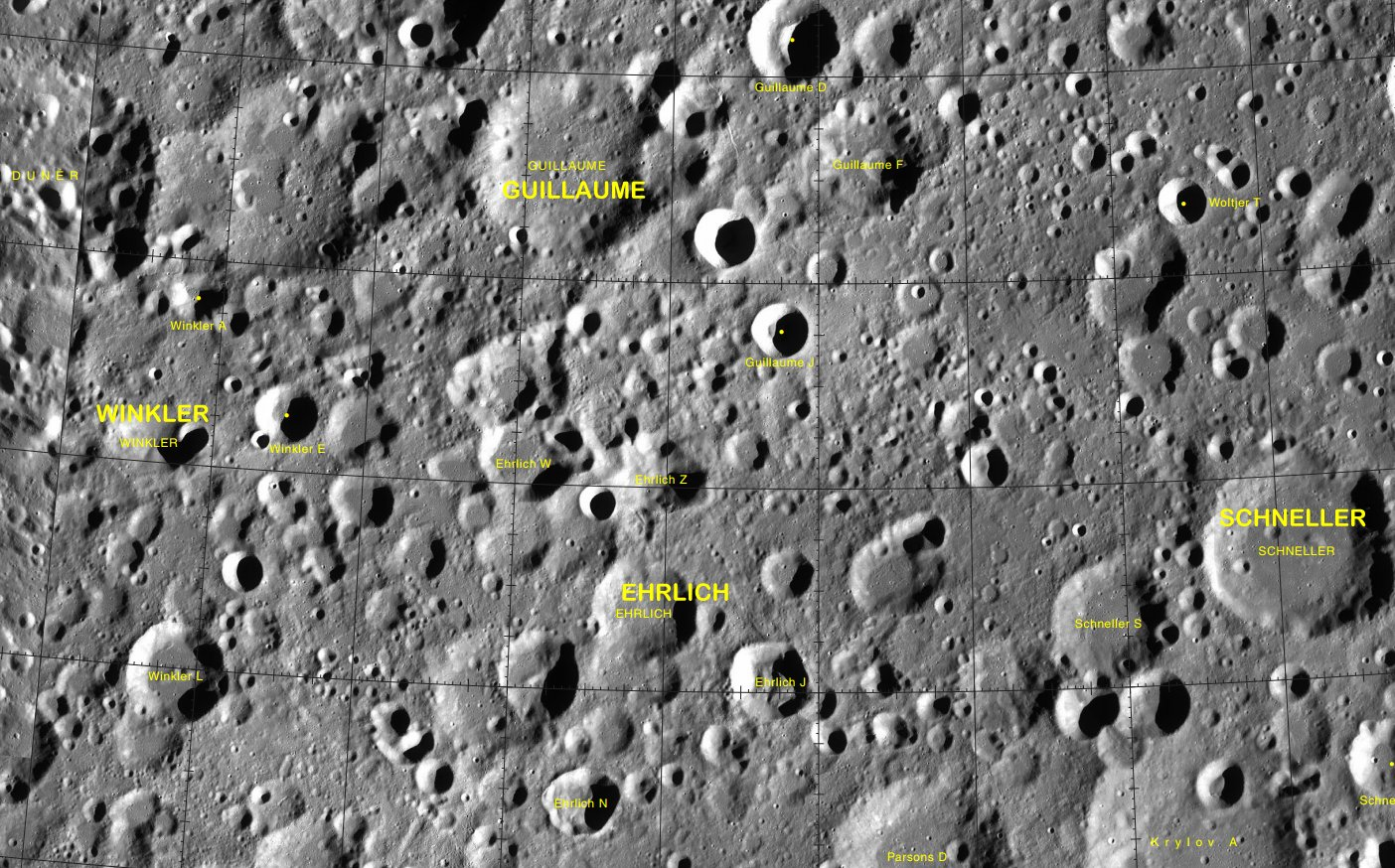
Rodalies de Winkler (esquerra de la imatge)
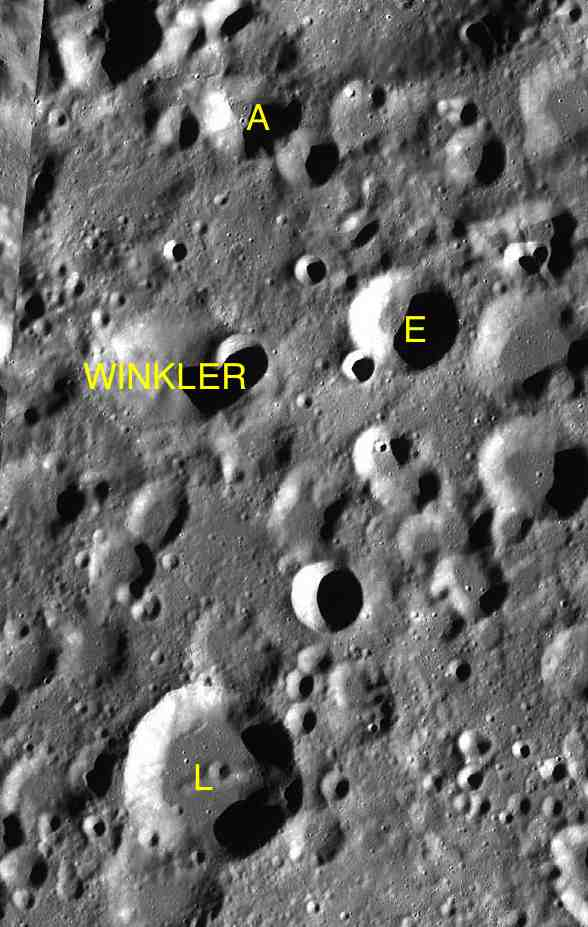
Cràters satèl·lits
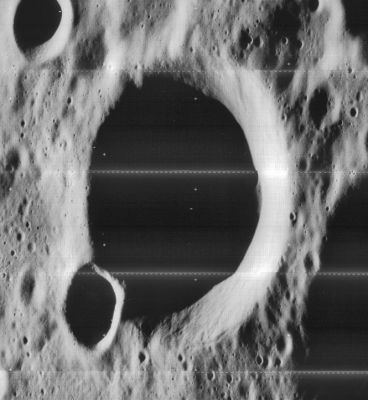
Imatge de la missió Lunar Orbiter 5

Aquest element configura una depressió circular en forma de copa sobre la superfície. Un petit i relativament recent cràter travessa la vora oriental de Winkler.

## Cràters satèl·lits
Per convenció aquests elements són identificats en els mapes lunars posant la lletra en el costat del punt central del cràter que està més proper a Winkler.
| Winkler | Coordenades                            | Diàmetre |
| ------- | -------------------------------------- | -------- |
| A       | 43° 48′ N, 178° 24′ O / 43.8°N,178.4°O | 14 km    |
| E       | 42° 42′ N, 177° 06′ O / 42.7°N,177.1°O | 18 km    |
| L       | 40° 00′ N, 178° 24′ O / 40.0°N,178.4°O | 31 km    |